# Сырцевское сельское поселение
Сырцевское се́льское поселе́ние — муниципальное образование в Ивнянском районе Белгородской области.
Административный центр — село Сырцево.

## История
Сырцевское сельское поселение образовано 20 декабря 2004 года в соответствии с Законом Белгородской области № 159.

## Население
| 2010 | 2011 | 2012 | 2013 | 2014 | 2015 | 2016 | 2017 | 2018 |
| ---- | ---- | ---- | ---- | ---- | ---- | ---- | ---- | ---- |
| 818  | ↘816 | ↗844 | ↘821 | ↗822 | ↘811 | ↘805 | ↘791 | ↘788 |
| 2019 | 2020 | 2021 |      |      |      |      |      |      |
| ↗791 | ↘769 | ↗800 |      |      |      |      |      |      |

## Состав сельского поселения
| № | Населённый пункт | Тип населённого пункта       | Население |
| - | ---------------- | ---------------------------- | --------- |
| 1 | Берёзовка        | село                         | ↘293      |
| 2 | Гремучий         | хутор                        | ↘52       |
| 3 | Сырцево          | село, административный центр | ↘473      |